# 鈴木杏
鈴木 杏（すずき あん、1987年4月27日 - ）は、日本の女優、元子役。愛称は、あんこ、ネロ。
東京都世田谷区出身。フォスタープラス所属。

## 来歴
小学生の頃から子役として芸能活動をしており、同年代の芸能人に比べると比較的芸歴は長い。蜷川幸雄演出作品にも数多く起用されるなど、実力派の女優として知られている。一般には、ローソンや大塚製薬の「ポカリスエット」のCMで、注目されるようになった。
1996年7月、テレビドラマ『金田一少年の事件簿（第2シーズン）』で（日本テレビ）で子役（都築瑞穂を演じた）としてドラマデビュー。翌年、ドラマ『青い鳥』（TBS）に出演し注目を浴びる。
2003年、蒼井優とW主演を務めた『花とアリス』がネット配信された後、話題を呼び2004年に劇場公開される。2005年7月、ドラマ『がんばっていきまっしょい』（関西テレビ）にて再び注目を集める。
2006年に堀越高等学校卒業、和光大学現代人間学部（旧・人間関係学部）に進学。
2009年12月14日、鳩山由紀夫主催の、習近平歓迎晩餐会に出席。公式ブログの中で、招待されたことへの驚きを綴っている。
2015年5月17日より、NHK大河ドラマ『花燃ゆ』で広末涼子の代役として辰路役を演じる。
2021年2月9日、第28回読売演劇大賞にて大賞および最優秀女優賞を受賞。
2024年9月3日、自身のインスタグラムで、長野県へ移住したことを報告。

## 人物
- アメリカのクオーター（母方の祖父がアメリカ人である）。7歳年下の妹がいる。
- 小学校低学年時からメガネを使用しているほど近視のため、普段はコンタクトレンズを装用している。
- 自身のブログで自分のことを「ネロ」と呼ぶときがある。「杏」を上下に分解してネとロ。
- 好きであり、尊敬している女優は大竹しのぶと松たか子[3]。大竹とは舞台『奇跡の人』、松とは舞台『SISTERS』で共演している。2011年6月2日の日本テレビの『PON!』で、「鳥居みゆきに非常にはまっている」と語っている。
- 鈴木杏樹の芸名の由来は、鈴木杏からだという東京スポーツの記事がでたことがある。これを根拠に、2人は親戚であるとされていたが、本人自らこれを否定した[4]。

### 交友関係
- 女優の長澤まさみと仲が良い。高校で出会い、3年間ずっと同じクラスだった。長澤は「永遠の親友」と語っている。
- 女優の沢尻エリカとは互いに10代の頃から仲が良く、沢尻の活動休止後の復帰映画「ヘルタースケルター」では友情出演をしている。
- 山口紗弥加とは、お互い「あんこ」、「カロメちゃん」と呼び合う仲。
- 松田美由紀一家と家族ぐるみの付き合いで、松田龍平、松田翔太の妹・松田ゆう姫と仲が良い。翔太とゆう姫が夕飯のおかずを巡る兄妹げんかでゆう姫が病院へと搬送される騒動が起きた際に偶然同席していた。
- 元DreamのDream Ayaとも仲が良い。東京出身の鈴木が、時に関西弁を発するのはAyaの影響とのこと。
- 中村中と仲がよく、週に何回も会う仲である[5]。
- 映画「花とアリス」(2003年)で共演した蒼井優とは、親友であることを互いに認めている。
- 杉山文野について「尊敬する友人のひとり」と自身のインスタグラムで述べている。

## 出演
太字は主演・ヒロイン作品

### テレビドラマ
- Missダイヤモンド（1995年10月19日 - 12月14日、テレビ朝日）
- 金田一少年の事件簿 第2シーズン 第4話（1996年、日本テレビ） - 都築瑞穂 役
- ど素人刑事殺人事件簿 慕情編（1996年、TBS） - 如月晶 役
- ギフト 第3話（1997年、フジテレビ） - 戎岡さやか 役
- その朝 ひざしの中で（1997年、フジテレビ） - 田畑メグ 役
- 3番テーブルの客（1997年、フジテレビ）
- 青い鳥（1997年、TBS） - 町村誌織 役
  - 青い鳥完結編（1997年、TBS)‐柴田みちる役
- 物書同心いねむり紋蔵 第2話（1998年、NHK）
- あきまへんで!（1998年10 - 12月、TBS） - 青木さつき 役
- 夜逃げ屋本舗（1999年、日本テレビ）
- 新春ドラマスペシャル「千晶、もう一度笑って」（2000年1月、TBS）
- 月曜ドラマスペシャル「目撃者2・女探偵VS嘘つき少年」（2000年1月、TBS） - 立石ひかる 役
- 六番目の小夜子（2000年、NHK教育） - 潮田玲 役
- 金田一少年の事件簿 第3シーズン（2001年、日本テレビ） - 七瀬美雪 役
- 神様のいたずら（2000年、フジテレビ） - 田代エリ 役
- 迷路の歩き方（2002年、NHK） - 大友泉 役　※平成14年度文化庁芸術祭参加作品
- サイコドクター 第3話（2002年、日本テレビ） - 八尾いづみ 役
- 赤ひげ（2002年、フジテレビ） - おとよ 役
- Stand Up!!（2003年、TBS） - 大和田千絵 役
- 世にも奇妙な物語 春の特別編「密告ネット」（2005年、フジテレビ） - 西野あや 役
- がんばっていきまっしょい（2005年、関西テレビ） - 篠村悦子（悦ネェ） 役
- プレミアムステージ「スタートライン〜涙のスプリンター〜」（2005年、フジテレビ） - 水嶋瞳 役
- Room Of King（2008年、フジテレビ） - 浅田朝子 役
- 遥かなる絆（2009年、NHK） - 城戸久枝 役
- 派遣のオスカル〜 『少女漫画』に愛をこめて（2009年8月28日 - 10月2日、NHK） - 俵あん 役
- 白旗の少女（2009年9月30日、テレビ東京） - 松川ヨシ子 役
- レッスンズ（2011年11月27日、関西テレビ） - 水島真理江 役
- 聖なる怪物たち（2012年、テレビ朝日） - 有馬三恵 役
- 土曜ドラマスペシャル（NHK）
  - 永遠の泉（2012年6月16日） - 山内百合 役
  - 負けて、勝つ 〜戦後を創った男・吉田茂〜（2012年） - 麻生和子 役
- そんじょそこら商店街（2014年3月12日、NHK大分放送） - 坂本美奈 役
- 大河ドラマ（NHK）
  - 花燃ゆ（2015年） - 辰路 役[6]
  - どうする家康（2023年12月） - 初 役[7]
- BS1スペシャル「武士の娘 鉞子とフローレンス〜奇跡のベストセラーを生んだ日米の絆〜」（2015年8月11日、NHK BS1、ドラマ部分）
- 狙撃（2016年10月2日、テレビ朝日） - 藤宮佳苗 役
- 漱石悶々 夏目漱石最後の恋 京都祇園の二十九日間（2016年12月10日、NHK BSプレミアム） - 金之助 役
- 東京センチメンタルSP〜千住の恋〜（2017年1月3日、テレビ東京） - 海老原留美 役
- anone（2018年、日本テレビ） - 中世古結季 役
- 透明なゆりかご 最終回（2018年9月21日、NHK） - 辻村灯里 役
- トップナイフ-天才脳外科医の条件- 第9話･最終話（2020年3月7日･14日、日本テレビ） - 添野良美 役
- 今ここにある危機とぼくの好感度について（2021年4月24日 - 5月29日、NHK総合・BS4K） - 木嶋みのり 役
- ドラマ「家、ついて行ってイイですか?」（2021年8月14日 - 9月25日、テレビ東京）第7話 - 清野ともこ 役[8]
- 空白を満たしなさい（2022年6月25日 - 7月30日、NHK） - 土屋千佳 役[9]
- BSプレミアムドラマ 拾われた男 Lost Man Found（2022年6月26日 - 8月28日、NHK BSプレミアム・ディズニープラス） - 日立 役[10]
- 藤子・F・不二雄 SF短編ドラマ『メフィスト惨歌』（2023年4月9日、NHK BSプレミアム・NHK BS4K） - 瀬川ユリ 役[11]
- ああ、ラブホテル 〜秘密〜 第3話「2人合わせて5万円」（2023年6月2日、WOWOW） - よう子 役[12]
- 大奥 Season2「医療編」（2023年10月3日 - 31日、NHK総合） - 平賀源内 役[13][14]
- ホットスポット（2025年1月12日 - 3月16日、日本テレビ） - 中村葉月 役[15]
- いつか、無重力の宙で（2025年9月8日〈予定〉 - 、NHK総合） - 和泉季子 役[16]

### 映画
- 心霊2（1997年） - 海老名素子 役
- ヒマラヤ杉に降る雪（1999年） - ハツエ・イマダ 役
- ジュブナイル（2000年） - 木下岬 役
- リターナー（2002年） - ミリ 役
- 青の炎（2003年） - 櫛森遥香 役
- MOON CHILD（2003年） - ハナ 役
- ナイン・ソウルズ（2003年） - ガン子 役
- 花とアリス（2004年） - 荒井花 役
  - 花とアリス ショートフィルム - 荒井花 役
- 空中庭園（2005年） - 京橋マナ 役
- 頭文字D THE MOVIE（2005年） - 茂木なつき 役
- 吉祥天女（2007年） - 叶小夜子 役(主演)
- 監督・ばんざい!（2007年） - 高円寺貴美子 役
- 椿三十郎（2007年） - 千鳥 役
- まほろ駅前多田便利軒（2011年） - ハイシー 役
- 軽蔑（2011年） - 矢木真知子 役（高良健吾とダブル主演）
- ヒミズ（2012年） - ウエイトレス 役
- ヘルタースケルター（2012年） - 保須田久美 役
- さよなら渓谷（2013年） - 小林杏奈 役
- 明日にかける橋 1989年の想い出（2018年） - みゆき 役[17]
- 彼女（2021年）
- GHOSTBOOK おばけずかん（2022年） - 坂本一樹の母 役[18]

### テレビアニメ
- The World of GOLDEN EGGS：スペシャルエピソード「ターキーレンジャー4（Movie Trailer）」「港町パンモンターニュ」 - チキンレディ・キャロライン 役
- クレヨンしんちゃんスペシャル - 千鳥 役 ※映画「椿三十郎」関係
- ローズオニールキューピー（WOWOW） - ナレーション

### 劇場アニメ
- 劇場版ポケットモンスター セレビィ 時を超えた遭遇（2001年） - ミク 役[19]
- スチームボーイ（2004年） - レイ 役[20]
- 花とアリス殺人事件（2015年） - 荒井花 役[21]

### 舞台
- 奇跡の人（2003年） - ヘレン・ケラー 役
- ハムレット（2003年） - オフィーリア 役
- ロミオとジュリエット（2004年） - ジュリエット 役
- 髑髏城の七人〜アオドクロ（2004年） - 沙霧 役
- 白夜の女騎士（2006年） - 眠り姫（おまけ） 役
- 憑神（2007年） - つや 役
- SISTERS（2008年） - 美鳥 役
- ムサシ（2009年・2010年・2018年） - 筆屋乙女 役
- 奇跡の人（2009年） - アニー・サリヴァン 役
- トップ･ガールズ（2011年） - 忍耐強きグリゼルダ / ジニーン / ネル 役[22]
- 新・幕末純情伝（2011年、パルコ劇場） - 沖田総司 役
- 朗読劇『宮沢賢治が伝えること』（2012年5月26日、世田谷パブリックシアター）[23]
- るつぼ（2012年10月 - 11月、新国立劇場小劇場） - アビゲイル 役[24]
- マシーン日記（2013年3月、東京芸術劇場シアターイースト / 4月、新潟・北九州・パリ） - 主演[25]
- イニシュマン島のビリー（2016年3月 - 4月、世田谷パブリックシアター） - ヘレン 役[26]
- 母と惑星について、および自転する女たちの記録（2016年7月・2019年3月、パルコ劇場） - 優 役[27]
- マリアの首 - 幻に長崎を想う曲 - （2017年5月、新国立劇場小劇場） - 主演・鹿 役[28]
- トロイ戦争は起こらない（2017年10月、新国立劇場 中劇場、他） - アンドロマック 役[29]
- 欲望という名の電車（2017年12月、シアターコクーン） - ステラ 役[30]
- KERA·MAP #008｢修道女たち｣（2018年）[31]
- フローズン・ビーチ（2019年） - 主演[32]
- キレイ ―神様と待ち合わせした女―（2020年）[33]
- 殺意 ストリップショウ（2020年） - 一人芝居[34]
- 真夏の夜の夢（2020年）[35]
- イマーシブ（=没入型）・4K・生配信劇「魔女の夜」（2021年2月、渋谷キャスト スペース） - 進藤さゆり 役[36]
- キネマの天地（2021年）[37]
- 凍える（2022年） - アニータ 役[38]
- エンジェルス・イン・アメリカ（2023年） - ハーパー 役[39]
- KERA CROSS 第5弾『骨と軽蔑』（2024年）[40]

### プロモーションビデオ
- Baby Boo 「一歩ずつの勇気」（2005年）

### テレビ番組
- ポンキッキーズ（1999年 - 2001年、フジテレビ）

### CM
- 大正製薬「リポビタンD」（1996年）
- ハウス食品「クリームシチュー」（1997年 - 1999年）
- ローソン『ローソンは始めてる』（1999年）
- 大塚製薬「ポカリスエット」（2000年 - 2001年）
- ロート製薬「ロートZi:リセ」（2001年）
- ナガセ「東進ハイスクール」（2002年 - 2010年[注 1]）
- ネスレ日本「キットカット」（2002年 - 2006年）
- 朝日新聞社（2003年）
- 日本赤十字社「はたちの献血キャンペーン」（2004年、例年はその年度に成人式を迎えるタレントが務めており異例の起用）
- 日本ビクター「甲子園ポスターキャンペーン」（2004年）
- 興和「新コルゲンコーワかぜ錠」（2004年）
- 資生堂「ティセラ」（2005年）
- セガ セガリンク（2005年）
- アイデム e-aidem（2005年）
- 味の素「クノール カップスープ」（2005年）
- 原子力発電環境整備機構「NUMO入門編」（2006年 - ）
- 東進イメージキャラクター（2011年 - ）
- CHOYA「ウメッシュ」（2011年 - ）

### ラジオ
- SCHOOL OF LOCK!（2005年 - 2006年3月31日、TOKYO FM・JFN系ネット、金曜日担当）
- DHC COUNTDOWN jp（2010年4月 - 2011年3月、TOKYO FM）[注 2]
- TOKYO FM 開局50周年記念番組「True Stories」（2020年4月 - 、TOKYO FM・JFN PARK）

### ラジオドラマ
- 青春アドベンチャー 「神南の母の備忘録」(2010年12月20日 - 23日、NHK-FM）[41]
- 青春アドベンチャー 「1985年のクラッシュギャルズ」（2013年1月7日 - 18日、NHK-FM） - 長与千種 役[42]
- FMシアター 「大工」（2018年7月28日、NHK-FM）[43]

### ドキュメンタリー
- シェークスピア紀行 蜷川幸雄ヨーロッパ旅（2006年1月2日、TBS）
- エプソンスペシャル 地球の歩き方〜迷宮の王国モロッコ（2008年1月13日、朝日放送）
- ドキュメント72時間（NHK） - ナレーション
  - 東北自動車 あだたらサービスエリア（2012年7月3日）
  - “縁結び列車”に乗って（2013年12月13日）
  - 260人の巨大シェアハウス（2014年1月17日）
  - 激闘!起業家コンテスト（2014年1月24日）
  - 東京・新橋　年の瀬の洋菓子店で（2022年1月28日）ほか

## 書籍

### 著書
- エッセイ、あんころもちべえ（小学館、2002年）ISBN 4-093635714

### 写真集
- 鈴木杏写真集 ANNE（朝日出版社、2000年）ISBN 4-255000107
- 鈴木杏写真集 ピース（集英社、2002年）ISBN 4-087803376
- 鈴木杏写真集 Milly-ANNE in Returner（角川書店、2002年）ISBN 4-048535412
- 鈴木杏写真集 cry（リトル・モア、2003年）ISBN 4-898150896
- SWITCH Vol.22 No.3（2004March）（スイッチ・パブリッシング）ISBN 4-884180674
- フォトブック「ロミオとジュリエット」（双葉社、2005年）ISBN 4-57529781X

### ポスター
- 警察庁2004年ポスターカレンダー

## 受賞歴
1997年
- 第15回ザテレビジョンドラマアカデミー賞 新人俳優賞（『青い鳥』）
- 第7回TV LIFE年間ドラマ大賞 新人賞（『青い鳥』）

2001年
- 第38回ゴールデン・アロー賞 映画新人賞
- 第5回日本インターネット映画大賞 新人賞

2002年
- 第10回ベストスマイル・オブ・ザ・イヤー2002

2003年
- 第26回日本アカデミー賞
  - 新人俳優賞
  - 話題賞（俳優部門）

- 第7回日本インターネット映画大賞
  - 助演女優賞（『リターナー』）

2009年
- 第47回ギャラクシー賞 奨励賞（『派遣のオスカル〜「少女漫画」に愛をこめて』､『白旗の少女』）

2012年
- 第26回高崎映画祭 最優秀主演女優賞（『軽蔑』）

2016年
- 第24回読売演劇大賞 最優秀女優賞（『イニシュマン島のビリー』､『母と惑星について、および自転する女たちの記録』）

2020年
- 第55回紀伊国屋演劇賞 個人賞（『殺意 ストリップショウ』、『真夏の夜の夢』の演技）
- 第28回読売演劇大賞 大賞・最優秀女優賞（『殺意 ストリップショウ』、『真夏の夜の夢』の演技）
- 第71回芸術選奨新人賞 演劇部門（『殺意 ストリップショウ』ほかの演技）